# Telebasis carminita
Telebasis carminita är en trollsländeart som beskrevs av Philip Powell Calvert 1909. Telebasis carminita ingår i släktet Telebasis och familjen dammflicksländor. Inga underarter finns listade i Catalogue of Life.